# Два самоубийства
«Два самоуби́йства» — публицистический очерк Фёдора Достоевского, опубликованный в «Дневнике писателя», 1876 год, октябрь, глава первая, раздел III.
Очерк посвящён самоубийствам Е. А. Герцен и М. Борисовой. Самоубийство Елизаветы Александровны Герцен (1858—1875), дочери А. И. Герцена и Н. А. Тучковой-Огарёвой, произошло в декабре 1875 года. Писатель с запозданием узнал об этом событии из русских газет и из письма К. П. Победоносцева. Первой из газет о самоубийстве сообщила газета «Киевский телеграф» (апрель 1876 г.), однако Достоевский узнал о происшествии из столичных газет, которые лишь в мае перепечатали у себя сообщение киевской газеты («Голос», «Московские ведомости»). Победоносцев извещал Достоевского о смерти Лизы Герцен в письме от 3 июня со слов И. С. Тургенева, который узнал об инциденте ещё в декабре. Таким образом, информация, полученная Достоевским из третьих рук, претерпела некоторое искажение при первой публикации очерка.

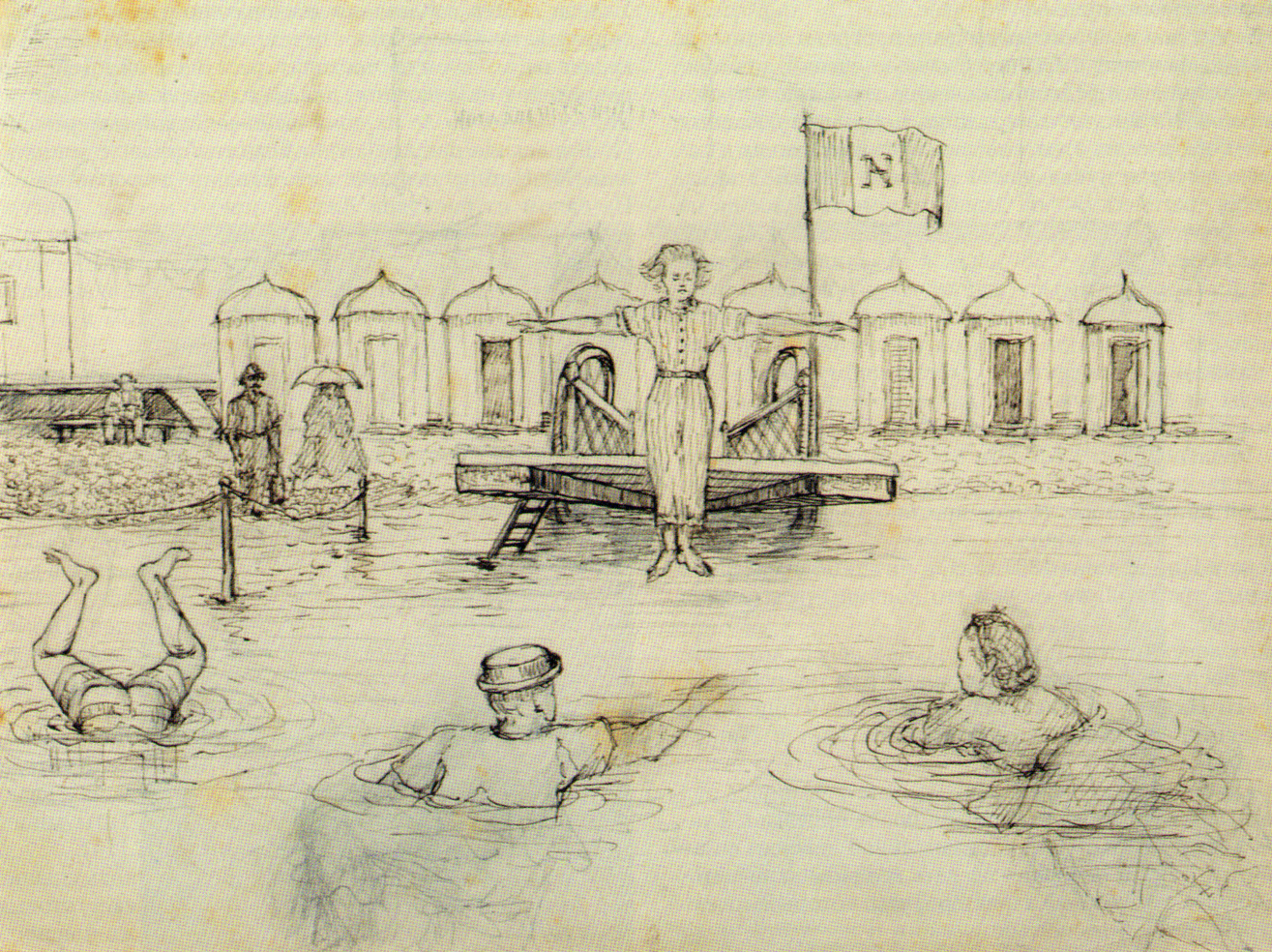
Купание в Ницце, 1867 г. Лиза Герцен в возрасте 9 лет. Сестра Наталья Герцен изобразила её прыгающей с мостка

Елизавета Герцен совершила самоубийство во Флоренции, когда ей было всего 17 лет. Достоевский указал её возраст 23 года, спутав её с другой дочерью Герцена — Ольгой. Достоевский писал, что встречал самоубийцу в Генуе в 1863 году, когда ей было 11—12 лет, на самом деле, Лизе было в то время 5 лет. Два месяца спустя Достоевский исправил свою ошибку. Действительная причина самоубийства, которую Достоевский по незнанию не назвал, была любовь Елизаветы к французскому учёному, социологу и этнографу Шарлю Летурно (фр. Charles Létourneau, 1831—1902). Летурно было в то время 44 года..
Другой причиной суицида Лизы были сложные отношения между нею и матерью, обострившиеся в связи с влюблённостью девушки. Нервная и неуравновешенная Лиза с преувеличенным трагическим мироощущением в душе совершила свой поступок из чувства мести матери, оставив предсмертную записку, излив свою желчь и обиду на мать. Но и здесь Достоевский был несправедлив к девушке, приписав ей такую фразу, которой на самом деле в записке не было. Эту фразу «Ce n’est pas chic!» («Очень даже не шикарно выйдет»), как и отрицательную характеристику Лизы, Достоевский заимствовал из письма Победоносцева. Текст этой предсмертной записки был написан Лизой на французском языке, в 1930 году он был опубликован в русском переводе М. О. Гершензона в числе материалов Н. П. Огарёва и Н. А. Тучковой-Огарёвой. Французский текст предсмертного письма Лизы и его русский перевод был передан писателем в его очерке со слов Тургенева, который, в свою очередь, воспроизвёл его Победоносцеву по памяти (личных контактов Тургенева и Достоевского ввиду их ссоры длительное время не существовало). Достоевский говорил о Лизе как о «русской по крови, но почти уж совсем не русской по воспитанию», что отчасти подтверждалось плохим знанием русского языка; с матерью дочь переписывалась по-французски, её единственное сохранившееся русское письмо к матери изобилует грамматическими ошибками и говорит о неумении ясно выражать свою мысль по-русски. Вот как выглядел подлинный текст предсмертного письма Лизы в переводе Гершензона на русский.

Как видите, друзья, я попыталась совершить переезд раньше, чем следовало бы. Может быть, мне не удастся совершить его, — тогда тем лучше! Мы будем пить шампанское по случаю моего воскресения. Я не буду жалеть об этом, — напротив. Я пишу эти строки, чтобы просить вас: постарайтесь, чтобы те же лица, которые провожали нас на вокзал при нашем отъезде в Париж, присутствовали на моём погребении, если оно состоится, или на банкете по случаю моего воскресения <…> Если меня будут хоронить, пусть сначала хорошенько удостоверятся, что я мертва, потому что если я проснусь в гробу, это будет очень неприятно…— Ф. М. Достоевский, Полное собрание сочинений в 30 томах. Т. 23, с. 407.
В очерке Достоевского предсмертная записка заканчивалась словами «Очень даже не шикарно выйдет». 27 декабря 1875 года И. С. Тургенев по горячим следам событий писал П. В. Анненкову: «…имею Вам сообщить новость печальную и странную: дочь Герцена и Огарёвой — Лиза, дней десять тому назад во Флоренции отравилась хлороформом — после ссоры с матерью и чтобы досадить ей. Это был умный, злой и исковерканный ребёнок (17 лет всего!) — да и как ей было быть иной, происходя от такой матери! Она оставила записку, написанную в шутливом тоне, — нехорошую записку». Победоносцев, дополнив предвзятое суждение Тургенева о Лизе и её матери своими собственными соображениями и характеристиками, передал его Достоевскому: «Конечно, дочь с детства воспитывалась в полном материализме и безверии», — писал Победоносцев. Фразу «Ce n’est pas chic!» он сопроводил замечанием: «Последнее словечко очень выразительно — не правда ли?». Достоевский, в свою очередь, усилил мотив обличения «убийства от скуки», не указав причиной ни любовь Лизы, ни её размолвки с матерью. Писатель так прокомментировал шаг Лизы.

В этом гадком, грубом шике, по-моему, слышится вызов, может быть негодование, злоба, — но на что же? Просто грубые натуры истребляют себя самоубийством лишь от материальной, видимой, внешней причины, а по тону записки видно, что у неё не могло быть такой причины… И безобразнее всего то, что ведь она, конечно, умерла без всякого отчётливого сомнения. Сознательного сомнения, так называемых вопросов, вероятнее всего, не было в душе её; всему она, чему научена была с детства, верила прямо, на слово, и это вернее всего. Значит, просто умерла от «холодного мрака и скуки», с страданием, так сказать, животным и безотчётным, просто стало душно жить, вроде того, как бы воздуху недостало…— Ф. М. Достоевский, Полное собрание сочинений в 30 томах. Т. 23, с. 145—146.
Этому бессмысленному, по мысли Достоевского, самоубийству дочери Герцена писатель противопоставляет другое, петербургское самоубийство, произошедшее десять месяцев спустя, 30 сентября 1876 года. Именно второе самоубийство подтолкнуло его написать о первом, о котором Фёдор Михайлович сообщает, что никак не мог написать о нём, не найдя к тому подходящей причины и объяснения. Во втором самоубийстве Достоевского поразила «неслыханная ещё в самоубийстве черта»: бедная молодая девушка-швея, не найдя себе заработка, выбросилась из окна мансарды шестиэтажного дома, держа в руках образ. «Это уж какое-то кроткое, смиренное самоубийство. Тут даже, видимо, не было никакого ропота или попрёка: просто — стало нельзя жить, „Бог не захотел“ и — умерла, помолившись», — делает вывод писатель, — «Эта кроткая, истребившая себя душа невольно мучает мысль… Но какие, однако же, два разные создания, точно обе с двух разных планет! И какие две разные смерти! А которая из этих душ больше мучилась на земле, если только приличен и позволителен такой праздный вопрос?»
Вторая девушка-самоубийца — Марья Борисова, родом из Москвы, — по свидетельству очевидцев, вышибла двойную раму, вылезла ногами вперёд на крышу, перекрестилась и с образом в руках бросилась вниз. Образ этот изображал лик Божией матери, он был благословением её родителей. Бесчувственное тело отправили в больницу, где несчастная вскоре скончалась. Накануне она жаловалась на сильную головную боль и свою неизбывную бедность. Марья Борисова, чей поступок так поразил воображение писателя, послужила прототипом героини рассказа Достоевского «Кроткая», написанного вскоре после очерка «Два самоубийства» и опубликованного в следующем, ноябрьском выпуске «Дневника писателя».
Достоевский обострённо реагировал на все случаи самоубийств, о которых ему становилось известно. При этом он не соглашался с тем простым объяснением, которое давали медики этим фактам, приписывая суицид сумасшествию самоубийц. Журналистка Л. Х. Симонова-Хохрякова (1838—1900) в течение 1876 года несколько раз посетила Достоевского и беседовала с ним о различных материалах «Дневника писателя», в результате в июле месяце появилась её статья в «Церковно-общественном вестнике» «По поводу рассуждений Ф. М. Достоевского о русской женщине». Позднее, в 1881 году, после смерти Достоевского она писала в своих воспоминаниях о нём, что «Фёдор Михайлович был единственный человек, обративший внимание на факты самоубийства; он сгруппировал их и подвёл итог, по обыкновению, глубоко и серьёзно взглянув на предмет, о котором говорил. Перед тем, как сказать об этом в „Дневнике“, он следил долго за газетными известиями о подобных фактах, — а их, как нарочно, в 1876 г. явилось много, — и при, каждом новом факте говаривал: „Опять новая жертва и опять судебная медицина решила, что это сумасшедший! Никак ведь они (то есть медики) не могут догадаться, что человек способен решиться на самоубийство и в здравом рассудке от каких-нибудь неудач, просто с отчаяния, а в наше время и от прямолинейности взгляда на жизнь. Тут реализм причиной, а не сумасшествие“».